# Голуэй (залив)
Го́луэй (англ. Galway, ирл. Cuan na Gaillimhe) — залив Атлантического океана у западных берегов Ирландии, между графством Голуэй провинции Коннахт и графством Клэр провинции Манстер.
Отделён от океана островами Аран. Глубины — до 42 м. Длина — 66 км, ширина у входа — около 40 км. Величина приливов — около 4 м. Побережье гористое. В залив впадают многочисленные реки. В устье реки Корриб находится крупнейший порт залива — город Голуэй.